# Урсула Колонська
Урсула або Урсула Колонська (? — 383) — християнська свята, героїня християнської агіографічної легенди, поширеної у Середньовіччі в західноєвропейських країнах. Пам'ять у католицькій церкві — 21 жовтня. З 2006 року шанується в Берлінській та Німецькій єпархії РПЦ МП (пам'ять 3 листопада).

## Родовід
- Король Думнонії
  -  Карадок, її дядько
    -  Маврикій, її кузен

  -  Донольт, її батько
    -  Свята Урсула

## Життєпис
Згідно з переказами, Урсула жила в середині IV століття й була дочкою британського короля Донольта. Вона була така прекрасна і мудра, що слава про неї дійшла до далеких країн. Батько обрав відповідно до тодішніх династичних союзів обрав їй чоловіка, який пізніше стане відомий як Конан Меріадок. Намагаючись уникнути небажаного шлюбу з принцом-язичником, і разом з тим захистити свого батька від погроз могутнього претендента на її руку, дала згоду на шлюб за умови, що обидва королі повинні послати Урсулі як розраду десять благочестивих дів, кожну з яких повинні супроводжувати тисячі дівиць, яким повинні бути дані кораблі і три роки, які вони могли б присвятити своєму дівоцтву. Між тим наречений повинен прийняти християнську віру і вивчити християнські звичаї. Умови весілля були прийняті. Колишній язичник Конан Меріадок прийняв християнську віру.
За порадою Урсули були зібрані благородні діви з різних королівств. Вони вибрали Урсулу своєю провідницею. Коли всі кораблі були готові, і коли Урсула навернула всіх своїх подруг до віри, вона повела 11 кораблів у бік Галлії в порт Кієлла. Звідти вони вирушили в Кельн. Там з'явився Урсулі ангел, і дав вказівку вести всю громаду в Рим, а потім повернутися і прийняти в Кельні вінець мученицької смерті.
Всі кораблі допливли до міста Базеля. Там діви залишили їх і вирушили пішки до Риму. У Римі Урсулу прийняв папа Киріак (міфічний персонаж), який знав про уготовану Урсулі і її супутницям долю мучеництва і побажав розділити її з ними; він розповів всім про своє рішення, урочисто склав із себе сан і приєднався до мандрівниць. На зворотньому шляху під Кельном на паломниць напали гуни. Ненависники християнства, обурені прийнятою дівами обітницею безшлюбності, вони їх всіх винищили. Серед мучениць була свята Кордула. Останньою загинула Урсула, що відмовилася стати дружиною полоненого її красою вождя гунів. Пізніше католицька церква оголосила Урсулу святою мученицею за віру.
Очевидно, усі ці події були розтягнуті в часі, оскільки після одруження Свята Урсула встигла народити сина від свого чоловіка Конана Меріадока, Гадеона ап Конана.

## Нащадки
Прямими нащадками Святої Урсули є Свята Гелена і Константин І Великий.

## В образотворчому мистецтві
На сюжет житія святої Урсули Вітторе Карпаччо було створено 9 картин, в яких дії персонажів перенесені у Венецію.

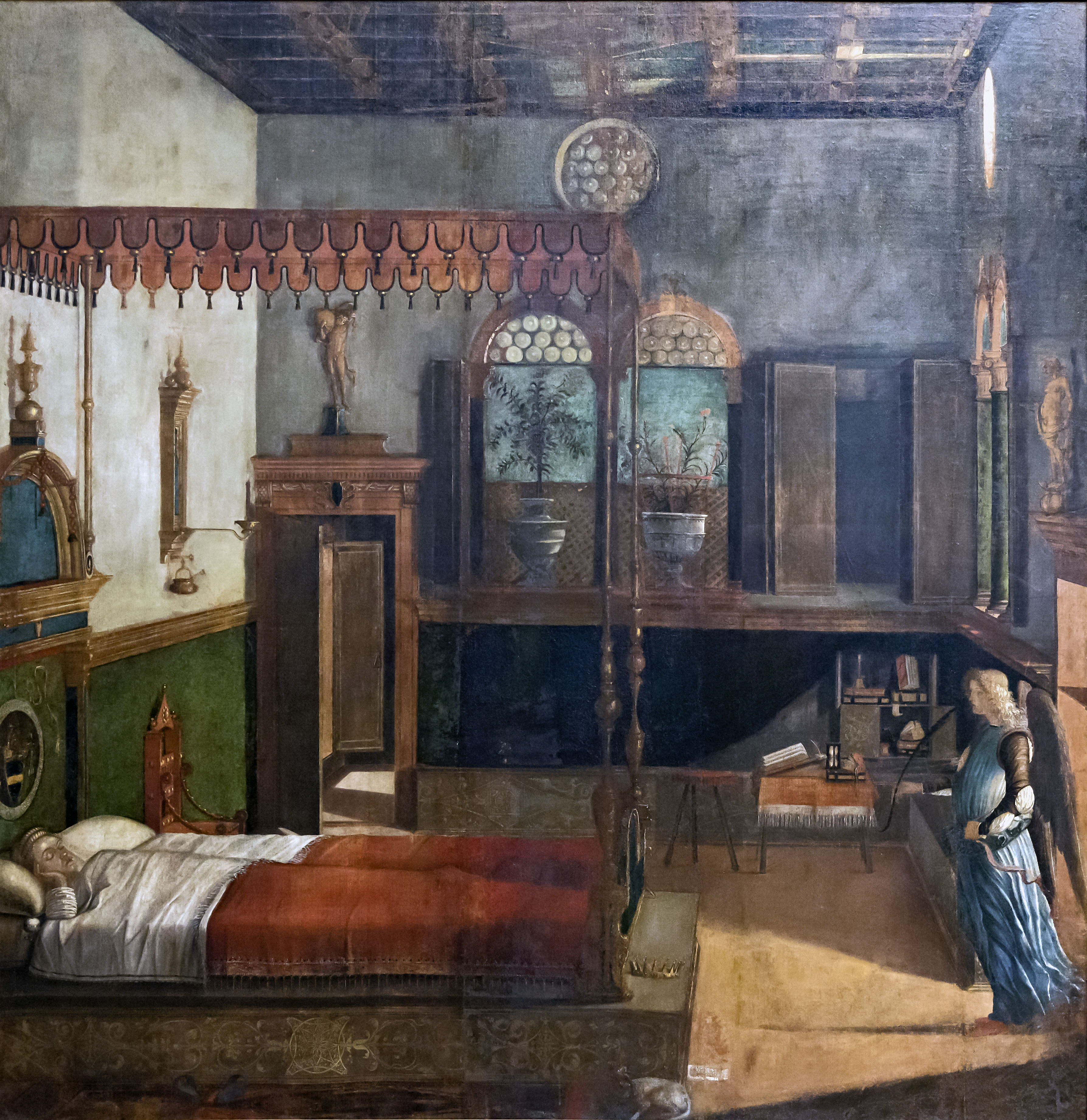
Сон святої Урсули
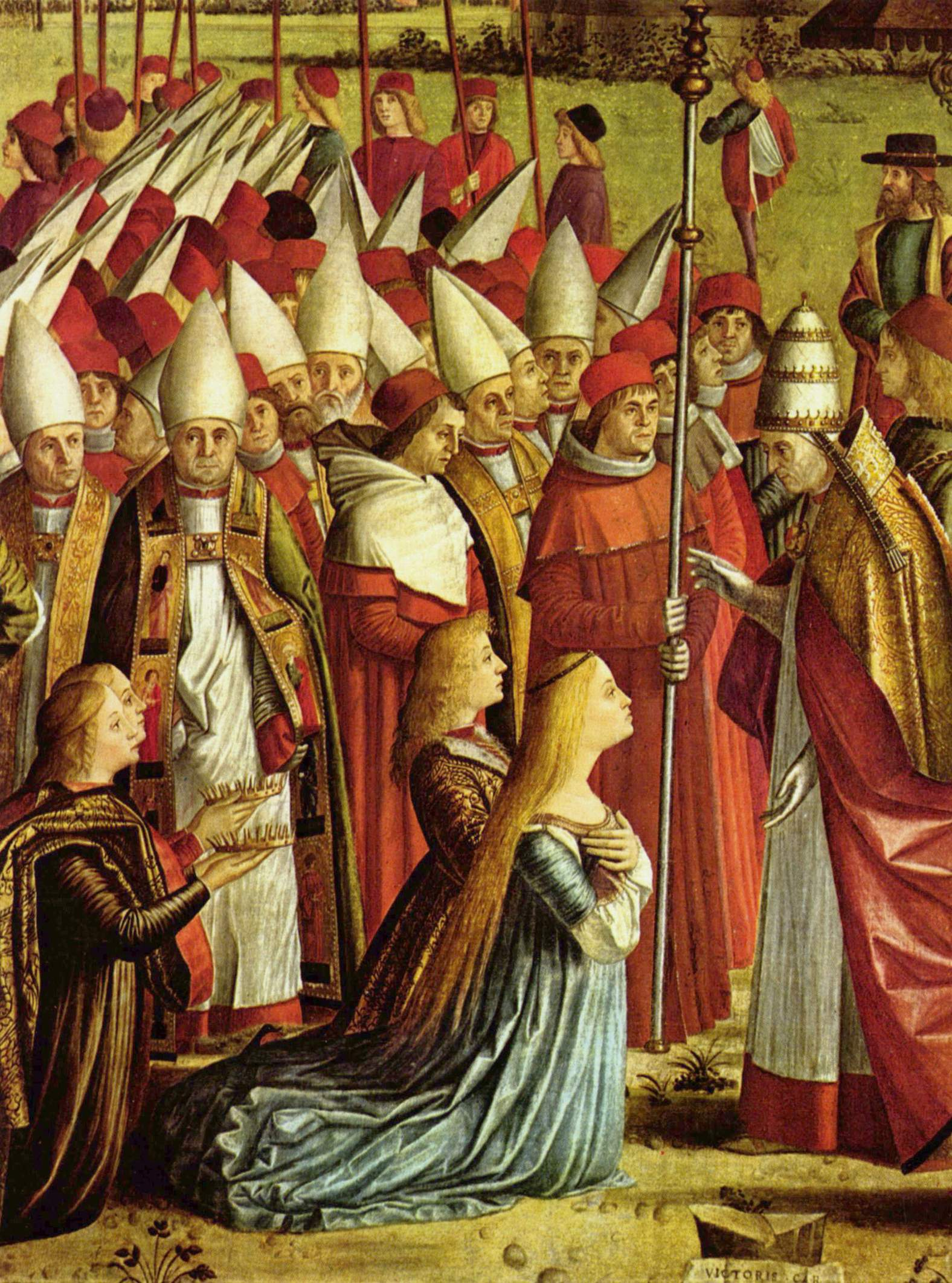
Зустріч святої Урсули з папою Киріаком
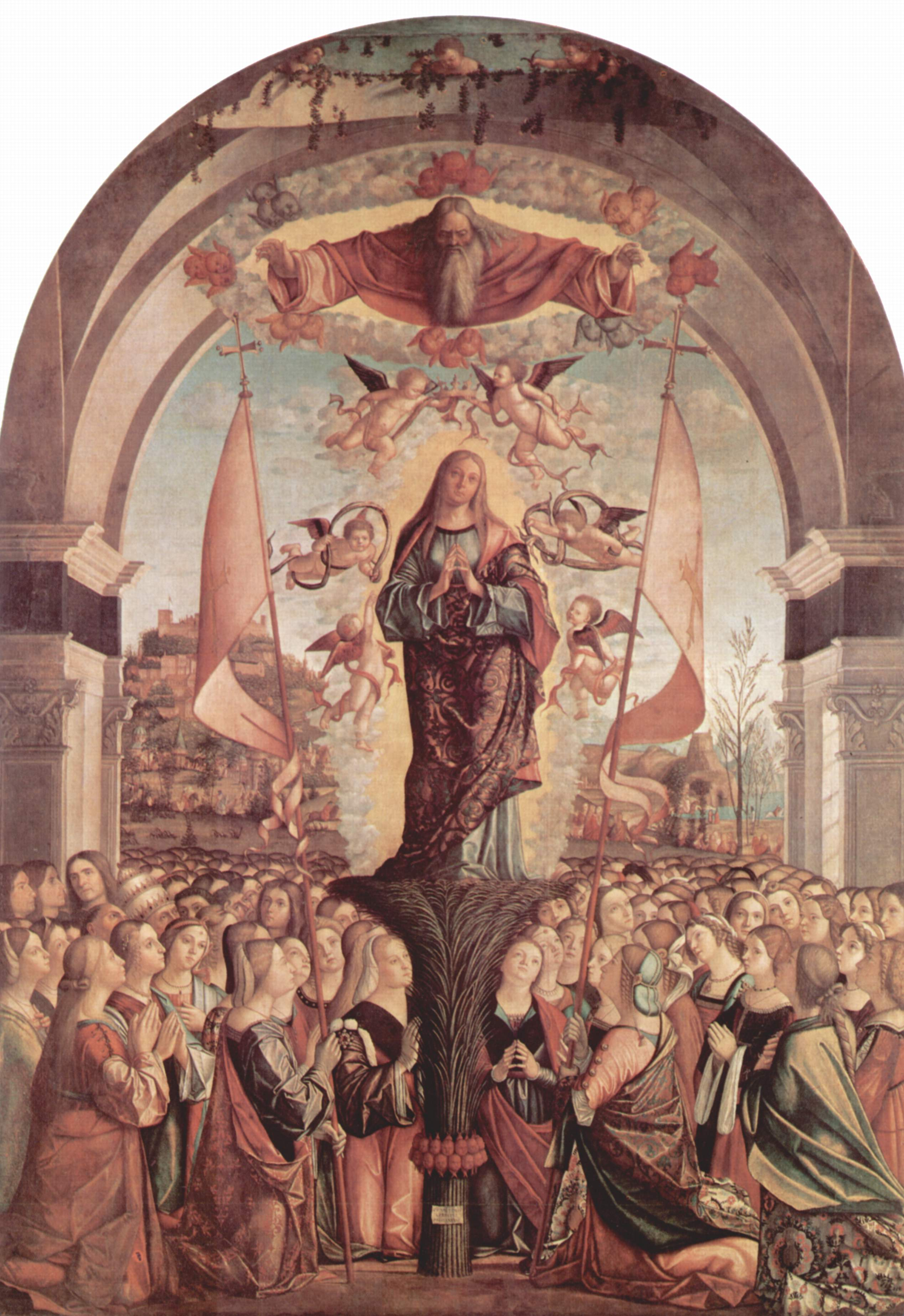
Молитва святої Урсули